# Agata Mróz-Olszewska
Pour les articles homonymes, voir Mroz et Olszewska.
Agata Danuta Mróz-Olszewska, née le 7 avril 1982 à Dąbrowa Tarnowska et morte le 4 juin 2008 à Wrocław, est une joueuse polonaise de volley-ball, membre de l'équipe nationale féminine. Atteinte du syndrome myélodysplasique depuis l'âge de 17 ans, elle meurt d'une infection septicémique fulgurante à l'âge de 26 ans malgré une greffe de moelle osseuse deux semaines auparavant, le 22 mai.

## Biographie
Elle commença sa carrière au MKS Tarnovia Tarnów, puis continua au SMS Sosnowiec, au WSBiP Ostrowiec Świętokrzyski avant de rejoindre le BKS Stal Bielsko-Biała avec lequel elle sera à deux reprises championne de Pologne (en 2003 et 2004). Elle a également joué pour l'équipe espagnole de Gruppo Murcia 2002, avec qui elle remporta le championnat d'Espagne et la Coupe d'Espagne en 2007. Mais son état de santé s'étant vivement aggravé à cette année, elle dut alors abandonner sa carrière de joueuse.
Mariée depuis 2007 à Jacek Olszewski et mère d'une fille, Liliana, née le 4 avril 2008, Agata Mróz meurt le 4 juin 2008 d'une infection septicémique à l'âge de 26 ans. Le président polonais Lech Kaczyński a annoncé le 4 juin son intention de la décorer de l'une des plus hautes distinctions de la République polonaise à titre posthume, l'Ordre Polonia Restituta.
En 2012, Anna Plutecka-Mesjasz réalise le film Nad życie retraçant la vie d'Agata Mróz-Olszewska, son amour, sa maternité, et sa lutte contre la maladie.

## Palmarès

### Équipe nationale
- Championnat d'Europe (2)
  - Vainqueur : 2003, 2005.

### Clubs
- Championnat de Pologne
  - Vainqueur : 2004.
- Coupe de Pologne
  - Vainqueur : 2004, 2006.
- Supercoupe d'Espagne
  - Vainqueur : 2006.
- Championnat d'Espagne
  - Vainqueur : 2007.
- Coupe d'Espagne
  - Vainqueur : 2007.
- Top Teams Cup
  - Vainqueur : 2007.